# Hugo Simon
Hugo Simon (Šumperk, 3 de agosto de 1942) é um ginete de elite austríaco, especialista em saltos, medalhista olímpico. 

## Carreira
Hugo Simon nasceu na Checoslováquia e representou primeiro a Alemanha Ocidental e depois a Áustria como seu país nos Jogos Olímpicos de 1972 e 1996 (menos 1980, devido ao boicote), na qual conquistou a medalha de prata nos saltos por equipes em 1992.